# Špetlův buk
Špetlův buk (také známý jako Munzarův buk) byl stovky let starý památný strom na Královéhradecku. Strom proslavil především český herec Luděk Munzar v televizním pořadu Paměť stromů. Buk padl za vichřice roku 2008.

## Základní údaje
- název: Špetlův buk, Munzarův buk[2]
- výška: 29 m (1978, 1981)[1][3], 34 m (1997)[4]
- obvod: 570 cm (1987)[3], 517–520 cm (1981)[1][5], 606 cm (1997)[4]
- věk: ~300 let[2]
- ochrana upravena: 17.6.2008[1]
- souřadnice: 50°27'38.01"N, 16°2'46.09"E

Strom rostl na kraji lesa SSV od obce, mezi osadou slatinské Končiny a samotou Boušín.

## Stav stromu a údržba
V soupisovém archu stromu byl Špetlův buk označen jako Nejsilnější buk ve východním Podkrkonoší. Roku 1978 byl zdravotní stav ohodnocen číslem 1, v roce 1997 číslem 2. Buk měl silný rovný kmen bez dutiny. Rozlomil se na úrovni země v sobotu 17. května 2008 při vichřici s krupobitím. Torzo stromu bylo ponecháno na místě, ochrana nebyla ukončena, ale rozšířena i na populaci buku rostoucí v původním ochranném pásmu.

## Historie a pověsti
Ke stromu se váže příběh z poloviny 19. století o lupiči Špetlovi, který je vyprávěn v několika verzích.
První pochází z místní kroniky. V roce 1848 (po zrušení roboty) se na Slatinsku začaly rozmáhat krádeže. Obávaná byla banda Jana Špetly a jeho bratrů, která se scházela v chalupě Řehákovské v Končinách. Lidé každou noc hlídali svůj majetek a přesto nebylo rána, aby někdo nezjistil, že byl oloupen. Úřady ale situaci ignorovaly, což vedlo k všeobecnému rozhořčení, které vyústilo vznikem občanské gardy. Té velel Pich na Hořičkách. Garda měla i vlastního tambora – Jiránka ze Slatiny. 7. června 1848 obklíčili Končiny, vtrhli do světnice lupičů a všechny spoutali. Garda pak Špetly vyslýchala přivázané k plotu a poté je odvlekla do lesů u Mečova, kde byli ponecháni pomstě lidu – ukamenováni.
Druhou verzi dochoval zápis na boušínské faře. Příběh vypráví z pohledu faráře Josefa Myslimíra Ludvíka, který proti zlodějům kázal. Špetlova banda se přišla faráři pomstít, okradla ho a nechala jen ve spodním prádle. Vojenské gardy ze Skalice a Hořiček sice Špetlovu bandu chytili, ale to Ludvíkovi nebylo dostatečným zadostiučiněním a z Boušína se odstěhoval do Skalice.
Třetí příběh zachytila starostka Slatiny, paní Marta Kolisková, z lidového vyprávění. Podle této verze byli Špetlové domluvení s místními úředníky, kteří od nich nakradené zboží lacino kupovali a na oplátku proti nim nepodnikali žádné kroky. Špetlové prý také byli pověrčiví a domnívali se, že dokud jejich matka bude vařit kaši, nemůže se jim nic stát. Poslední zajímavost se týká samotného buku – vyprávělo se, že v oblém nárůstku na kmeni jsou zarostlé peníze, kteří Špetlova banda nakradla.

## Další zajímavosti
Svůj vztah ke stromu popisoval herec Luděk Munzar v prvním dílu pořadu Paměť stromů a v průběhu cyklu se k němu ještě několikrát vracel. Buk proto místní začali nazývat Munzarův.

## Památné a významné stromy v okolí
- Mikšova lípa (zrušena 26.11.2002 po zlomení kmene)
- Jasan ve Slatině nad Úpou
- Buk u Litoboře (významný strom?)
- Vítkův dub (Maršov u Úpice)
- Javor na Krkavčině (Bohdašín nad Olešnicí)
- Jasan v Horním Kostelci
- Zita a Karel (2× lípa srdčitá, Olešnice u Červeného Kostelce)
- Lípa na Východní (Lhota za Červeným Kostelcem )